# 둥산구 (타이난시)

둥산 구의 위치

둥산구(한국어: 동산구, 중국어: 東山區, 병음: Dōngshān Qū)는 중화민국 타이난시의 시할구이다. 넓이는 124.9178km2이고, 인구는 2015년 8월 기준으로 21,679명이다.

## 지리
둥산 향은 타이난시 동북부에 위치하고 북쪽은 바이허 구와, 동쪽 자이 현 다푸 향과 서쪽은 신잉 구, 허우비 구와, 남쪽은 류잉 구, 류자 구, 난시 구와 각각 접하고 있다.
향내는 산악 지대가 대부분을 차지하고 지수이시(急水溪)가 흐르고 있다. 향내의 지수이시는 신잉 정수장의 수원 보호구이다.

## 역사
둥산 구는 옛날에는 평포족 치라괵사(哆囉嘓社)의 거주지역이었다. 정성공 시대부터 한족의 이주가 시작되어 신대에는 상당한 입식자가 유입되었고 원주민과의 통혼을 거듭하면서 가구가 형성되어 치라괵가(哆囉嘓街)나 번사가(番社街)로 불리게 되었다. 1920년의 타이완 지방제 개편 때 이곳에 반사 장(番社庄)이 설치되어 다이난 주 신에이 군의 관할이 되었다. 전후에 이곳이 타이난 현의 동쪽 산지에 위치하고 향내에 다둥 산(大凍山)이 존재한 것에서 둥산으로 고쳐져 타이난 현 둥산 향으로 개편되어 현재에 이르고 있다.